# تپه لمه
تپه لمه مربوط به عصر آهن - دوره اشکانیان است و در شهرستان گرمی، بخش انگوت، دهستان انگوت شرقی، روستای شاعرلر واقع شده و این اثر در تاریخ ۲۷ بهمن ۱۳۸۷ با شمارهٔ ثبت ۲۴۵۵۹ به‌عنوان یکی از آثار ملی ایران به ثبت رسیده است.